# Adrian Gomes
Adrian Geovana Nunes Gomes (Porto Alegre, 5 de abril de 1990) é uma ex-ginasta artística brasileira. Foi medalhista em Copa do Mundo e bicampeã sul-americana na modalidade. Esteve em duas edições do Campeonato Mundial e competiu nos Jogos Pan-Americanos de 2011. Fez parte do time brasileiro que esteve nos Jogos Olímpicos de Verão de 2012, em Londres. 

## Biografia
Na infância, começou a treinar no Centro Estadual de Treinamento Esportivo (CETE), no Rio Grande do Sul. Após participar de uma copa escolar no Grêmio Náutico União, acabou sendo chamada para fazer parte da equipe do clube.
Em 2005, ganhou a primeira chance de integrar a seleção brasileira feminina de ginástica artística, mas acabou sendo dispensada após acusação de indisciplina e problemas com o peso. Após enfrentar lesões em 2007, chegou a largar a carreira de ginasta. Nessa época, concluiu o ensino médio e foi trabalhar em uma cafeteria.
Adrian foi convidada a retornar ao Grêmio Náutico União em 2009 para completar a equipe para o Campeonato Brasileiro. Em 2010, retornou à seleção brasileira.
Disputou a etapa de Ghent, da Bélgica, da Copa do Mundo de Ginástica e terminou em quarto lugar na disputa da trave. Fez parte da seleção que disputou o Campeonato Mundial de Ginástica Artística de 2010, em Roterdã, na Holanda.
No Sul-Americano de Ginástica, em 2011, em Santiago, no Chile, foi campeã no individual geral. Levou a medalha de bronze no salto durante a Copa do Mundo em Ghent. Competiu nos Jogos Pan-Americanos de 2011, em Guadalajara, no México, ficando em quinto por equipes e em 12º no individual geral. Disputou ainda o Campeonato Mundial de Ginástica Artística de 2011, em Tóquio, não conseguindo chegar nas finais por aparelhos.
Foi campeã sul-americana na competição realizada em 2012, em Rosário, na Argentina. Conquistou a medalha de bronze no salto no Campeonato Pan-Americano de Medellín, na Colômbia. Foi convocada para disputar os Jogos Olímpicos de Verão de 2012, em Londres, no Reino Unido, mas acabou sendo cortada por causa de uma lesão na coluna. O corte ocorreu faltando 48 horas para a estreia do Brasil na ginástica artística, dentro do período de aclimatação e treinamentos quando a atleta já se encontrava na Vila Olímpica. Adrian guarda consigo a medalha de participação nos Jogos de Londres.
Participou de competições com a seleção brasileira em 2013. Foi medalha de bronze por equipes em um torneio-teste de Ipswich, na Inglaterra. Também conquistou o bronze no salto na etapa de Anadia, em Portugal, da Copa do Mundo. Apesar dos resultados, continuava a sentir dores constantes. Sua saída definitiva da ginástica aconteceu em 2014.
Após deixar a ginástica, chegou a fazer parte da seleção brasileira de esqui, em 2015.